# Rybničná
Rybničná (németül: Teichhausen) Bochov településrésze Csehországban a Karlovy Vary-i kerület Karlovy Vary-i járásában. Központi községétől 8 km-re nyugatra fekszik. A 2001-es népszámlálási adatok szerint 62 lakóháza és 44 lakosa van. Halastava a település déli határában fekszik.

## Képtár

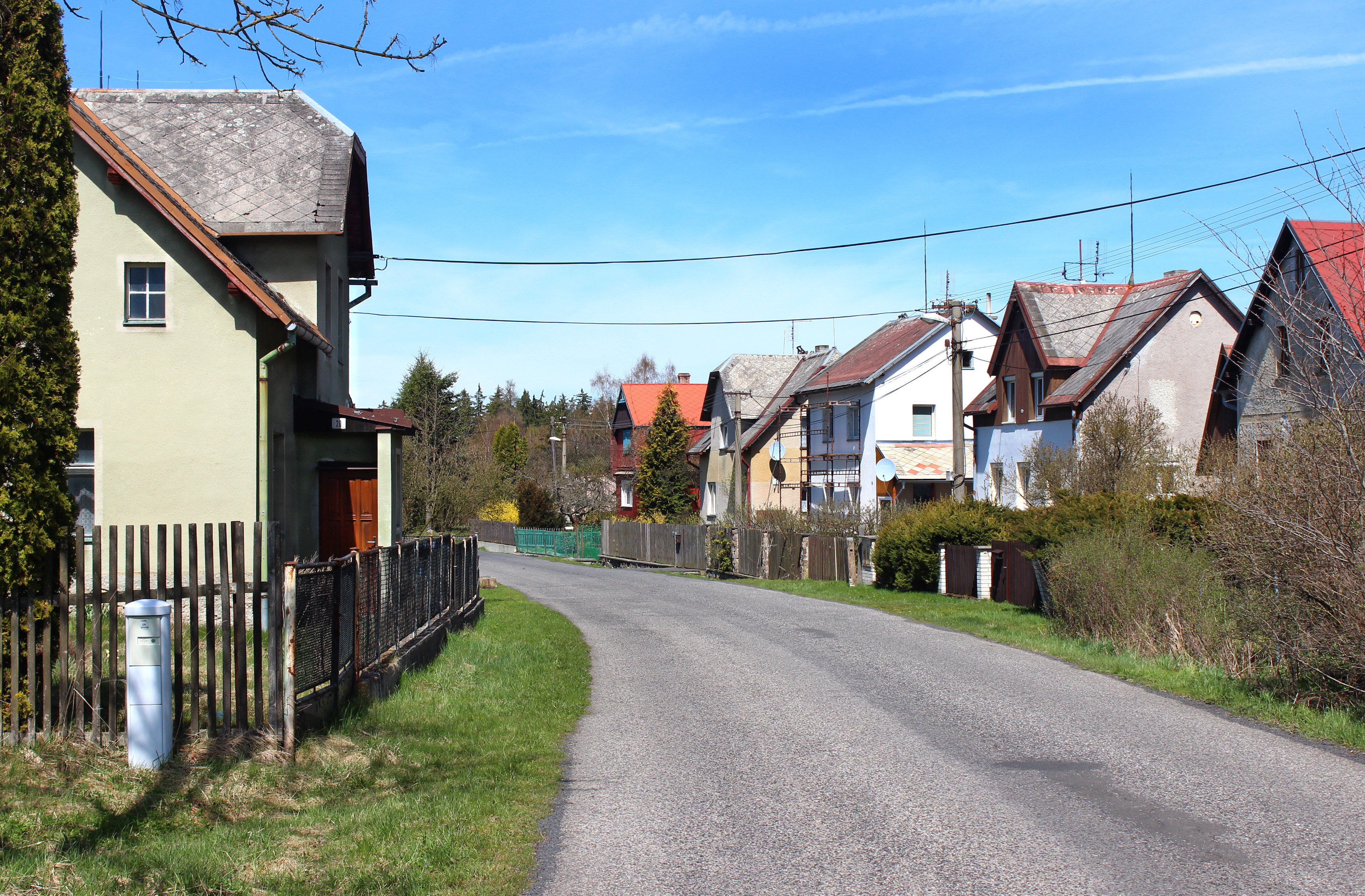
A település északi része
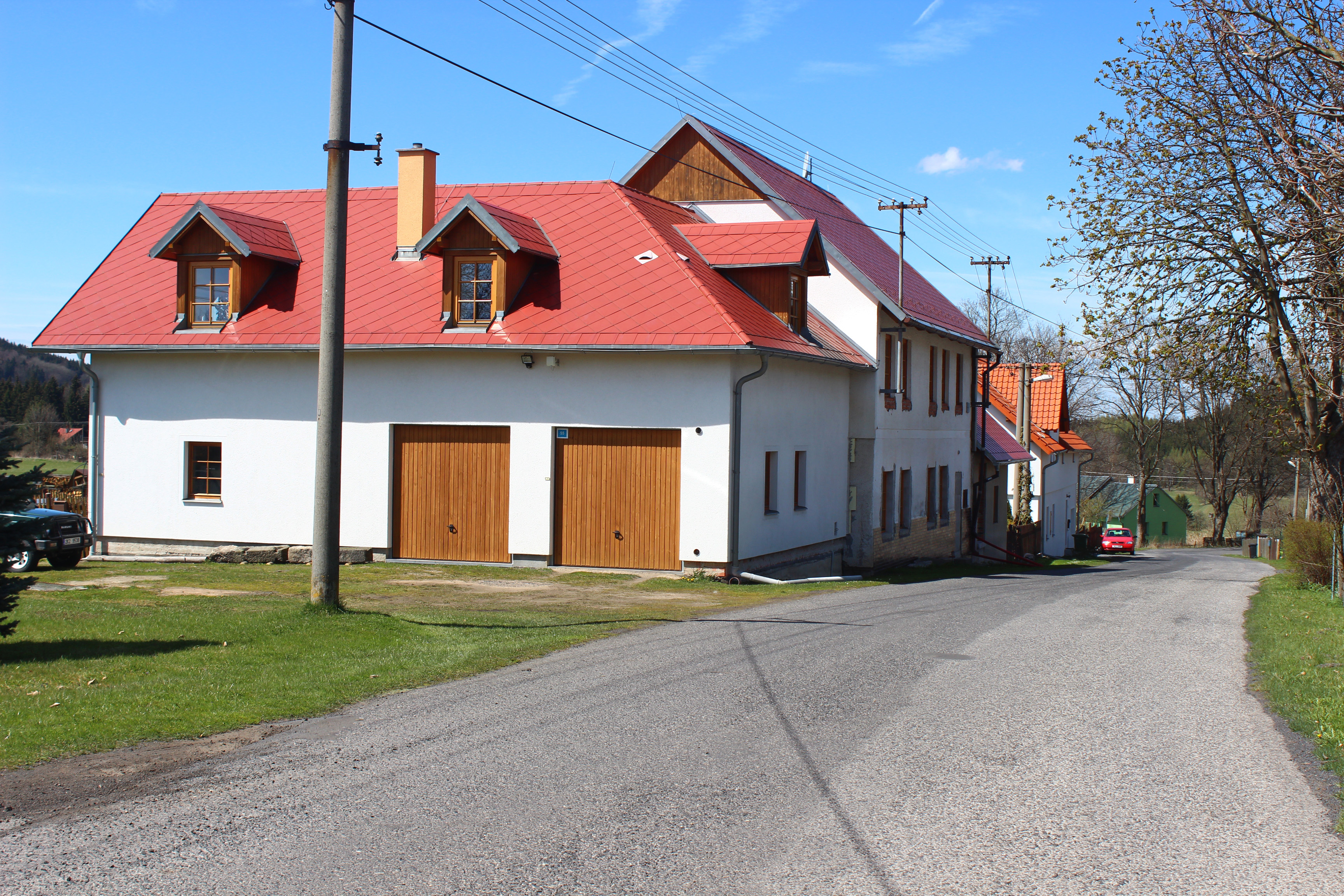
Utcarészlet